# 勝山実
勝山 実（かつやま みのる、1971年12月4日 - ）は、日本の男性。自らを「ひきこもり名人」と称して講演や執筆活動をしている。

## 経歴
神奈川県横浜市出身で在住。親の期待に応えるため名門高校に進学するが中退し、ひきこもり生活に入る。完全に外出しないような引きこもりだったわけではなく、何度かアルバイト（郵便配達・おでん工場・ドーナツ屋）を経験した。両親との争いがあり、特に母親からは虐待を受けていた。カウンセリングを受けたこともあるが効果が出ず、18万円を失った。
2001年に著書『ひきこもりカレンダー』を発表する。勝山は原稿をメールのみで編集者とやり取りした。『ひきこもりカレンダー』はひきこもりの「生の声」を世間に主張した著作として同時期に出版された上山和樹の『「ひきこもり」だった僕から』とともに複数のマスメディアに取り上げられるなど一定の注目を浴びた。
その後はひきこもり問題に詳しい精神科医の斎藤環との対談や新宿ロフトプラスワンで開かれたひきこもりをテーマとしたトークイベントにゲスト出演。週刊金曜日、マガジンハウス、ビッグイシューなどから取材を受け、中央公論、文藝春秋、婦人公論などにエッセイを寄せるなど精力的な活動をするが、2004年以降は誰からも相手にされなくなったと語っている。
2009年5月から11月までNPO法人「全国不登校新聞社」が発行している『Fonte』（フォンテ）にコラム『安心ひきこもりライフ』を連載した（全12回）。
2011年には10年ぶりとなる著書『安心ひきこもりライフ』（太田出版）を発表する。
現在はブログを更新したり、講演活動などを行っている。また、神奈川県の引きこもり支援サイト「ひき☆すた」の設立・運営にも携わっている。
週刊金曜日2016年7月1日号から2016年9月30日号まで、コラム「バラ色のひきこもり」を連載した。それらをまとめたものが電子書籍化されている。
2024年には13年ぶりとなる著書『自立からの卒業』(現代書館)を発表する。

## 著作
- 『ひきこもりカレンダー』（文春ネスコ 2001年 ISBN 9784890361243）
- 『安心ひきこもりライフ』（太田出版 2011年7月30日 ISBN 978-4778312589）
- 『バラ色のひきこもり』（電子書籍版、金曜日、2017年1月9日）
- 『自立からの卒業』（現代書館 2024年9月25日 ISBN 978-4768459669）